# Макги, Алан
Алан Макги (род. 29 сентября 1960, Ист-Килбрайд, Ланаркшир[…]) — шотландский бизнесмен и руководитель музыкальной индустрии. Был владельцем звукозаписывающего лейбла, музыкантом, менеджером и музыкальным блогером для The Guardian. Является одним из основателей независимого музыкального лейбла Creation Records, проработавшего с 1983 года до закрытия в 1999 году.